# Amazon Echo Show
Amazon Echo Showは、Amazonから発売されているAmazon Echoシリーズの一つで、液晶付きタイプのスマートスピーカー。通称 Echo Show。
現在発売されているのは、「Echo Show 5」「Echo Show 8」「Echo Show 10」「Echo Show 15」の4タイプである。

## 概要
Echo Showは、メディアの再生や、ビデオ電話（5MPの前面カメラ）、時計やカレンダーの表示、スケジュールの表示や読み上げ、環境設定など様々な機能に使える液晶ディスプレイを搭載している。
他のEchoシリーズとの最大の違いは、液晶モニターで視覚的に情報を表示することであり、現在の状態が分かりやすく、設定なども細かく本体上で行うことが可能である。
Amazon Musicなどの音楽再生だけでなく、Amazon Prime Videoなどの動画を再生することもできる。再生中の楽曲のタイトル名やアーティスト名を尋ねる際に、他のEchoシリーズでは再生を止める必要があったが、Echo Showは再生を停止することなく画面で確認することができる。
また、本体に付いている内蔵カメラを使って、ネット経由で家族とライブチャット会話することもでき、子供・高齢者・ペット・留守宅などの見守りにも利用できる。

## 問題点
上記のようなメリットが多い一方で、いくつかの問題点が指摘されている。
- 「Echo Show5」はスピーカーが小さくモノラル出力で、高音質とは言い難い。また、下向きにスピーカーが付いているため、音が真っすぐ耳に届かないため、こもって聞こえる。
- 他のEchoシリーズ同様、デスク上に設置すると、振動がデスク板を揺らしてしまうことも問題とされる。
- 「Echo Show5」「Echo Show8」などは、マイクが後斜めの角度についており、他シリーズでは4つあるマイクが2つしか付いておらず、マイク感度が著しく悪くなってしまう場合がある。

## Echo Show (無印)

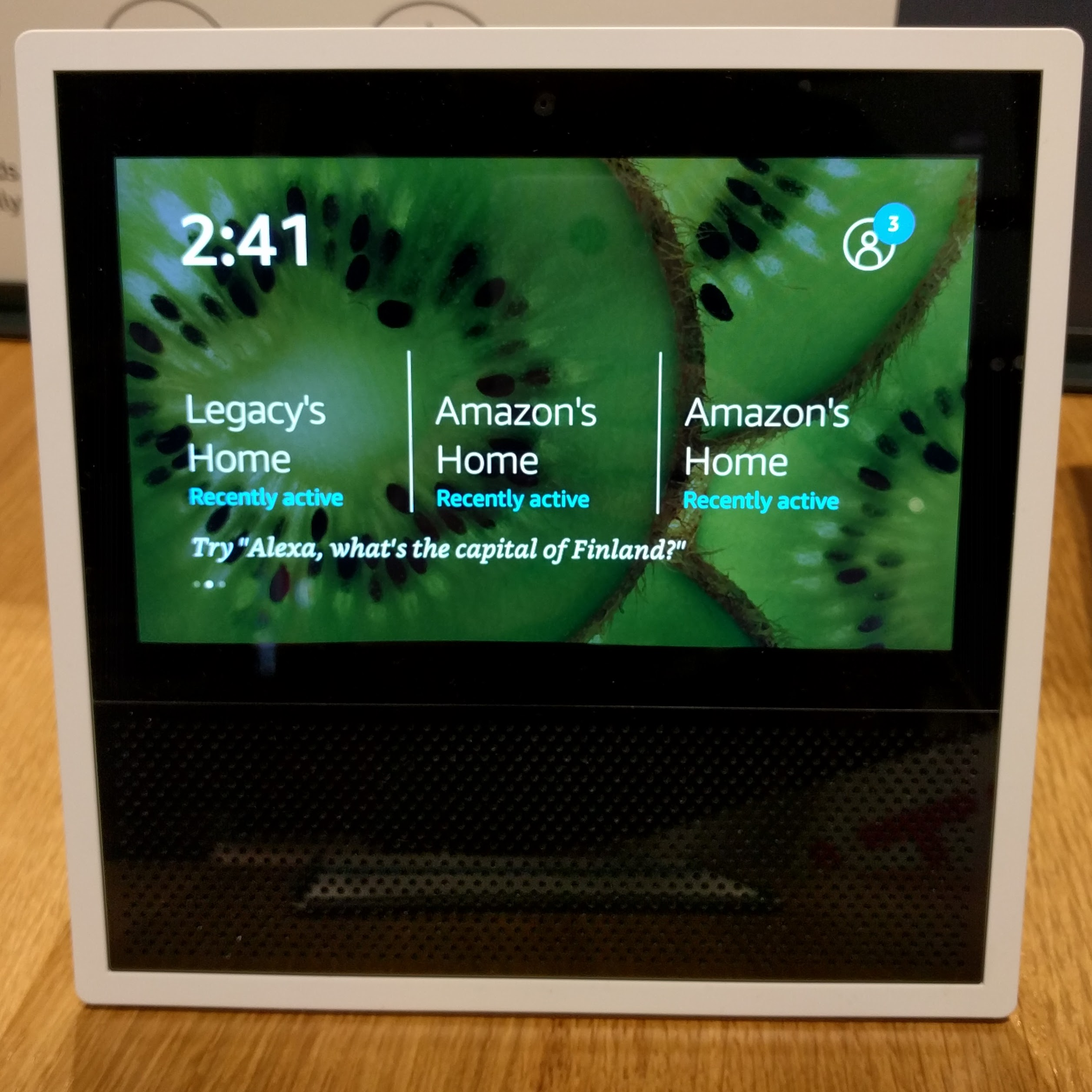
Amazon Echo Show 第一世代

第一世代
第一世代にあたる初代 Echo Showは、 2017年5月9日に発表され、2017年6月28日にアメリカで229.99ドルで発売された。日本では未発売。第二世代以降のものとは形状が大きくことなり、液晶下の前面にスピーカーが搭載されている。Echo Show 7 (1st Gen)と表記される場合もある。
第二世代
Echo Showの第二世代は、2018年9月20日のAmazonのアレクサの製品イベントで明らかにされた。アメリカで2018年10月に発売、日本は2018年12月12日発売。
第二世代は10インチのタッチスクリーン、改良されたスピーカーを搭載している他、ケースはメッシュ状になっている。本体サイズは、幅246 x 高さ 174 x 奥行き 107mm と、第一世代と比べてコンパクトになった。Echo Show 10 (2nd Gen)と表記される場合もある。
前面スピーカーは廃止されて、本体横側にステレオスピーカーが配置された。マイクは前面に4つ配置され、マイク感度は良好であった。
第三世代 （未発売）
画面サイズごとに名称が再定義され、第三世代にあたるものは「Echo Show 5」「Echo Show 8」「Echo Show 10」「Echo Show 15」の4タイプに分類されて発売されることになった。「Echo Show 5」「Echo Show 8」の発売後も、しばらくの間は「Echo Show (第二世代)」もアメリカなどでは併売された。
このうち「Echo Show 10」については、第二世代と同じ10インチであったことから、これが「第三世代」とユーザーから呼ばれることがある。ただし、本体デザインなどは大きく変更されており、全く別の商品コンセプトとなっている。
|                         | 第一世代            | 第二世代            |
| ----------------------- | ------------------- | ------------------- |
| 発売時期                | 2017年6月           | 2018年10月          |
| 画面サイズ              | 7インチ             | 10.1インチ          |
| 解像度                  | 1024 x 600          | 1280 x 800          |
| マイク/カメラ OFFボタン | ✔                   | ✔                   |
| カメラカバー            |                     |                     |
| Zigbee ハブ             |                     | ✔                   |
| カメラ                  | 5MP                 | 5MP                 |
| スピーカー              | 2 x 2インチ         | 2 x 2.2インチ, 10W  |
| プロセッサー            | Intel Atom x5-Z8350 | Intel Atom x5-Z8350 |
| 幅ｘ高さ×奥行           | 187 × 187 × 90mm    | 246 × 174 × 107mm   |

## Echo Show 5
第一世代
2019年6月、Echo Showの機能を殆ど搭載しながらも、5インチのタッチスクリーンを搭載した廉価版のAmazon Echo Show 5が発売された。
デザイン的にも見栄えが良くなり、コンパクトになった。また、定価は9800円前後となり、セール時には4000～5000円割引になり、非常に安価でコストパフォーマンスが高くなった。
その一方で、音声用マイクが上側の斜め後ろに位置し、他シリーズでは4つ搭載されているマイクが2つしか搭載されていないため、稀にマイク感度が著しく悪くなってしまうといった問題が生じるようになった。
デスクの上、本棚やチェストの上に置いたり、ベッド横に置いて使用する用途を想定した商品である。
第二世代
2021年6月には、後継機である第二世代が発売された。背面のオーディオ出力端子を廃止して、外部出力はBluetoothのみとなった。デザインはそのままであり、マイク感度については第一世代と同様に改善されなかった。
この第二世代をもって、モニターサイズ毎に「Echo Show 5」「Echo Show 8」「Echo Show 10」「Echo Show 15」シリーズに全世界的に整理・集約されて、旧来のEcho Show(無印)シリーズは販売中止となった。
|                         | 第一世代          | 第二世代          | 第三世代           |
| ----------------------- | ----------------- | ----------------- | ------------------ |
| 発売時期                | 2019年6月         | 2021年6月         | 2023年             |
| 画面サイズ              | 5.5インチ         | 5.5インチ         | 5.5インチ          |
| 解像度                  | 960 x 480         | 960 x 480         | 960 x 480          |
| マイク/カメラ OFFボタン | ✔                 | ✔                 | ✔                  |
| カメラカバー            | ✔                 | ✔                 | ✔                  |
| Zigbee ハブ             | ---               | ---               |                    |
| カメラ                  | 1MP               | 2MP               | 2MP                |
| スピーカー              | 1 x 1.7インチ, 4W | 1 x 1.7インチ, 4W | 1 x 1.7インチ      |
| マイクアレイ            | 2                 | 2                 | 3                  |
| プロセッサー            | MediaTek MT 8163  | MediaTek MT 8163  | MediaTek MT 8169 B |
| 幅ｘ高さ×奥行           | 148 x 86 x 73mm   | 148 x 86 x 73mm   | 147 x 82 x 91mm    |

## Echo Show 8
Echo Show 5 をベースにして、液晶サイズを8インチに拡大したミドルサイズのAmazon Echo Show 8が、2019年11月に発売された。
Echo Show 5と比較してかなり大画面化しているため、情報量が増えて文字も見やすくなっており、迫力ある動画を楽しむことができる。スピーカーサイズも大型化され、アンプも4W→10Wと高出力になったため、より高音質なサウンドを楽しめるようになった。
Echo Show 5同様、デスクの上、本棚やチェストの上に置いたり、ベッド横に置いて使用する用途を想定した商品である。液晶モニターが大きく見やすいため、子供や高齢者への利用も多い。
|                         | 第一世代           | 第二世代           |
| ----------------------- | ------------------ | ------------------ |
| 発売時期                | 2019年11月         | 2021年6月          |
| 画面サイズ              | 8インチ            | 8インチ            |
| 解像度                  | 1280 x 800         | 1280 x 800         |
| マイク/カメラ OFFボタン | ✔                  | ✔                  |
| カメラカバー            | ✔                  | ✔                  |
| Zigbee ハブ             |                    |                    |
| カメラ                  | 1MP                | 13MP               |
| スピーカー              | 2 x 2.0インチ, 10W | 2 x 2.0インチ, 10W |
| プロセッサー            | MediaTek MT 8163   | MediaTek MT 8183   |
| 幅ｘ高さ×奥行           | 200 x 130 x 99mm   | 200 x 130 x 99mm   |

## Echo Show 10
これまでのEcho Show(無印)シリーズから、5・8・10・15インチとサイズ分類するにあたって、10インチの本モデルはAmazon Echo Show 10と命名された。10インチだったEcho Show (第二世代)の、実質的な後継機にあたる。そのため、初代のEcho show 10は、「第三世代」とも呼ばれることがある。
ただし、本体デザインは大きく変更されており、土台となる円柱状のスピーカー部分に「液晶モニターが付いたデザイン」となっている。カメラやマイク音声入力によって、液晶モニターが350度の範囲で回転してユーザーのいる方向に向くようになっている。
個人の自室などで使用する用途以外に、リビングに置いて複数人で使ったり、キッチンに置いて大画面でレシピを見たりすることを想定した商品となっている。
|                         | Echo Show 10                               |
| ----------------------- | ------------------------------------------ |
| 発売時期                | 2021年2月                                  |
| 画面サイズ              | 10.1インチ                                 |
| 解像度                  | 1280 x 800                                 |
| マイク/カメラ OFFボタン | ✔                                          |
| カメラカバー            | ✔                                          |
| Zigbee ハブ             | ✔                                          |
| カメラ                  | 13MP                                       |
| スピーカー              | 2 x 1.0インチ ツイータ 3.0インチ ウーファ  |
| プロセッサー            | MediaTek 8183 + Amazon AZ1 Neural Edge v1. |
| 幅ｘ高さ×奥行           | 251 x 230 x 172mm                          |

## Echo Show 15
Echo Show 5 をベースにして、液晶サイズを15.6インチに拡大したラージサイズのAmazon Echo Show 15が発売された。
他のシリーズと比べて、非常に巨大なサイズになっており、リビングやキッチンの他、オフィスや店舗などでの「壁掛け」を想定したデザインとなっている。
|                         | Echo Show 15                                  |
| ----------------------- | --------------------------------------------- |
| 発売時期                | 2021年9月                                     |
| 画面サイズ              | 15.6インチ                                    |
| 解像度                  | 1920 x 1080                                   |
| マイク/カメラ OFFボタン | ✔                                             |
| カメラカバー            | ✔                                             |
| Zigbee ハブ             |                                               |
| カメラ                  | 5MP                                           |
| スピーカー              | 2 x 1.6インチ                                 |
| プロセッサー            | Amlogic PopcornA + Amazon AZ2 Neural Edge v2. |
| 幅ｘ高さ×奥行           | 402 x 252 x 35mm                              |

## Echo Show 5 (Kidsモデル)
これは、Echo Show 5を元に、子供をターゲットにしたモデルである。本体の両サイドなどに、プリントが施されている。